# Volejbol'nyj klub Iskra Odincovo
Il Volejbol'nyj Klub Iskra Odincovo (in russo волейбольный клуб Искра Одинцово?) è un club di pallavolo maschile russo, con sede a Odincovo: milita nel campionato russo di Vysšaja Liga A.

## Rosa 2012-2013
| N° | Nome                           | Ruolo | Data di nascita                   | Nazionalità sportiva |
| -- | ------------------------------ | ----- | --------------------------------- | -------------------- |
| -  | Roberto Santilli Tomaso Totolo | All   | 22 febbraio 1965 26 novembre 1965 | Italia               |
| 1  | Arkadij Kozlov                 | C     | 30 gennaio 1981                   | Russia               |
| 2  | Igor' Nazarkin                 | P     | 3 febbraio 1993                   | Russia               |
| 3  | Aleksandr Bogomolov            | C     | 1º febbraio 1976                  | Russia               |
| 4  | Aleksandr Berezin              | P     | 18 giugno 1975                    | Russia               |
| 5  | Rafael Redwitz                 | P     | 12 agosto 1980                    | Brasile              |
| 6  | Aleksej Kulešov                | C     | 24 febbraio 1979                  | Russia               |
| 7  | Sergej Rochin                  | C     | 7 gennaio 1991                    | Russia               |
| 8  | Denis Kalinini                 | S     | 28 aprile 1984                    | Russia               |
| 9  | Konstantin Lesik               | P     | 10 luglio 1987                    | Russia               |
| 10 | Roman Jakovlev                 | O     | 13 agosto 1976                    | Russia               |
| 11 | Roman Martynjuk                | L     | 13 aprile 1987                    | Russia               |
| 12 | Gavin Schmitt                  | O     | 17 gennaio 1986                   | Canada               |
| 13 | Elvis Contreras                | S     | 20 luglio 1979                    | Rep. Dominicana      |
| 14 | Valentin Stril'čuk             | P     | 11 gennaio 1985                   | Russia               |
| 18 | Sergej Burcev                  | S     | 23 marzo 1989                     | Russia               |
| 19 | Valerij Komarov                | L     | 21 marzo 1980                     | Russia               |
| 20 | Roman Danilov                  | S     | 4 gennaio 1985                    | Russia               |

## Palmarès
- Coppa di Russia: 1

2002
- Coppa dell'Unione Sovietica: 2

1986, 1987